# Gobierno y política de Ghana
El gobierno y política de Ghana se basa en un régimen presidencial, en la cual el presidente desempeña a la vez el papel de jefe de Estado y de presidente del gobierno. El gobierno ejerce el poder ejecutivo mientras que el poder legislativo es compartido por el parlamento (sistema de una sola cámara) y el gobierno. La constitución de 1996, que inauguró la cuarta república, colocó las bases de un estado republicano democrático, declarando a Ghana como una república unida cuya soberanía pertenece al pueblo. La compartición de poder entre el presidente, el parlamento, el gobierno, así como un sistema judicial independiente, intenta evitar los golpes de estado, o la toma de poder por un gobierno dictatorial o por un único partido. La constitución actual, que sucede a las de 1957, 1960, 1969 y 1979, está inspirada en parte por instituciones originarias de las constituciones británica y estadounidense.

## Poder ejecutivo
| Cargo          | Nombre              | Partido | En el cargo desde  |
| -------------- | ------------------- | ------- | ------------------ |
| Presidente     | John Agyekum Kufuor | NPP     | 7 de enero de 2001 |
| Vicepresidente | Aliu Mahama         | NPP     | 7 de enero de 2001 |

El presidente y el gobierno se reparten el poder ejecutivo. El presidente ocupa la función de jefe de Estado, presidente del gobierno y jefe de la armada. Es él quien nombra el vicepresidente. La Constitución obliga a que la mayoría de los ministros nombrados sean elegidos entre los miembros del parlamento.se subiera,más cerca

## Poder legislativo
El parlamento está formado por una única cámara de 200 miembros, más el presidente. Este último dispone de derecho de veto, salvo para las resoluciones de urgencia. Los miembros del parlamento son elegidos mediante sufragio universal directo y por mayoría simple para un periodo de cuatro años. En tiempos de guerra, la legislatura puede ser alargada por periodos de 12 meses. El sistema mayoritario adoptado por Ghana ha favorecido la emergencia de un parlamento bipartido.

## Poder judicial
El poder judicial es independiente del ejecutivo y del legislativo. Los tribunales pueden tratar cualquier asunto civil o penal. El Tribunal Supremo dispone de un poder de examen muy extenso. La Constitución le autoriza a examinar la constitucionalidad de cualquier ley o de cualquier acto del poder ejecutivo.
La jerarquía de las cortes está muy inspirada en el sistema británico. Los abogados son en su mayoría recibidos en universidades británicas, al igual que los jueces. Es una justicia permeable a las presiones de grupos de poder, como demuestra el caso del embargo del buque A.R.A. Fragata Libertad (Argentina) por orden de un fondo especulativo.